# زامبی لند ساگا
زامبی لند ساگا (به انگلیسی: Zombie Land Saga)⁪ (ژاپنی: ゾンビランドサガ هپبورن: Zonbi Rando Saga) مجموعه تلویزیونی انیمه است که توسط ماپا، Avex Pictures و سایگیمز خلق و تولید شده‌است. این مجموعه بین اکتبر و دسامبر ۲۰۱۸ در ژاپن پخش شد و فصل دوم تحت نام زامبی لند ساگا رونج بین آوریل و ژوئن ۲۰۲۱ پخش شد. همچنین از این انیمه مانگا نیز اقتباس و منتشر شده‌است.

## داستان
در سال ۲۰۰۸، یک دانش آموز دبیرستانی به نام ساکورا میناموتو در صبحی که قصد دارد اجرای آیدل داشته باشد، ناگهان توسط یک کامیون کشته می‌شود. ده سال بعد، ساکورا به همراه شش دختر «افسانه‌ای» از دوره‌های مختلف تاریخ ژاپن، توسط مردی به نام کوتارو تاتسومی به عنوان زامبی زنده می‌شوند. کوتارو تاتسومی می‌خواهد تا با تشکیل یک گروه آیدول تمام زامبی استان ساگا را احیا کند.